# Horouty
Horouty jsou malá vesnice, část města Husinec v okrese Prachatice v Jihočeském kraji. Nachází se asi 2,5 kilometru jihozápadně od Husince. Je zde evidováno 15 adres. V roce 2011 zde trvale žilo čtrnáct obyvatel.
Horouty jsou také název katastrálního území o rozloze 1,6 km²

## Historie
První písemná zmínka o vesnici pochází z roku 1435.

## Obyvatelstvo
| Rok            | 1869 | 1880 | 1890 | 1900 | 1910 | 1921 | 1930 | 1950 | 1961 | 1970 | 1980 | 1991 | 2001 | 2011 | 2021 |
| -------------- | ---- | ---- | ---- | ---- | ---- | ---- | ---- | ---- | ---- | ---- | ---- | ---- | ---- | ---- | ---- |
| Počet obyvatel | 108  | 109  | 102  | 86   | 82   | 79   | 75   | 53   | 57   | 31   | 21   | 15   | 7    | 14   | 13   |
| Počet domů     | 15   | 15   | 15   | 15   | 15   | 15   | 14   | 13   | 13   | 11   | 7    | 11   | 11   | 12   | 12   |

## Obecní správa
Při sčítání lidu v letech 1850–1959 Horouty byly osadou obce Pěčnov v okrese Prachatice. Od roku 1960 jsou částí města Husinec v okrese Prachatice. Poté se Pěčnov opět osamostatnil, ale Horouty již zůstaly součástí Husince.